# Saint-Jean-Pierre-Fixte
Saint-Jean-Pierre-Fixte – miejscowość i gmina we Francji, w Regionie Centralnym, w departamencie Eure-et-Loir.
Według danych na rok 1990 gminę zamieszkiwało 307 osób, a gęstość zaludnienia wynosiła 44 osoby/km² (wśród 1842 gmin Regionu Centralnego Saint-Jean-Pierre-Fixte plasuje się na 834. miejscu pod względem liczby ludności, natomiast pod względem powierzchni na miejscu 1284.).